# Tropidonophis mairii
Tropidonophis mairii är en ormart som beskrevs av Gray 1841. Tropidonophis mairii ingår i släktet Tropidonophis och familjen snokar.
Denna orm förekommer i norra och östra Australien från regionen Kimberley till nordöstra New South Wales. Dessutom finns en population på södra Nya Guinea. Den lever i låglandet upp till 50 meter över havet. Individerna vistas i fuktiga skogar, i buskskogar i gräsmarker. De gömmer sig under olika föremål och klättrar i växtligheten upp till 1,5 meter över marken. Tropidonophis mairii kan även simma. Aktiviteten är inte begränsad till någon dagtid. Denna orm äter groddjur, ödlor, fiskar och små däggdjur. Honan lägger 3 till 18 ägg per tillfälle.
För beståndet är inga hot kända. Ormen kan även äta den introducerade och giftiga agapaddan utan att den påverkas. Hela populationen antas vara stabil. IUCN kategoriserar arten globalt som livskraftig.

## Underarter
Arten delas in i följande underarter:
- T. m. mairii
- T. m. brongersmai
- T. m. plumbea